# Coppa Bernocchi 2018
La 100e édition de la Coppa Bernocchi a lieu le 16 septembre 2018 avec un départ et une arrivée à Legnano (Lombardie), sur une distance de 194,7 kilomètres. Elle fait partie du calendrier UCI Europe Tour 2018 en catégorie 1.1. C'est également l'une des manches de la Coupe d'Italie.
La course est remportée par le coureur italien Sonny Colbrelli de l'équipe Bahrain-Merida, devant Manuel Belletti (Androni Giocattoli-Sidermec) et Paolo Simion (Bardiani-CSF).

## Présentation

### Équipes
Vingt-cinq équipes sont au départ de la course : quatre équipes UCI WorldTeam, douze équipes continentales professionnelles, sept équipes continentales et deux équipes nationales.
| WorldTeams (4)- AG2R La Mondiale - Bahrain-Merida - UAE Team Emirates - Sky Équipes continentales professionnelles (12)- Direct Énergie - Gazprom-RusVelo - Androni Giocattoli-Sidermec - Wilier Triestina-Selle Italia - WB-Aqua Protect-Veranclassic - Fortuneo-Samsic - Delko-Marseille Provence-KTM - Caja Rural-Seguros RGA - Nippo-Vini Fantini-Europa Ovini - Israel Cycling Academy - CCC Sprandi Polkowice - Bardiani CSF Équipes continentales (7)- MsTina-Focus - Vorarlberg-Santic - Polartec-Kometa - Lokosphinx - Biesse Carrera Gavardo - Sangemini-MG.Kvis - Dimension Data-Qhubeka Équipes nationales (2)- Italie - Suisse |
| |

## Classement final
| \| Classement général \| Classement général \| Classement général \| Classement général \| Classement général \| \| Coureur \| Coureur \| Pays \| Équipe \| Temps \| \| ------------------ \| ------------------ \| ------------------ \| ------------------------------- \| ------------------ \| \| 1er \| Sonny Colbrelli \| Italie \| Bahrain-Merida \| 4 h 29 min 03 s \| \| 2e \| Manuel Belletti \| Italie \| Androni Giocattoli-Sidermec \| + 0 s \| \| 3e \| Paolo Simion \| Italie \| Bardiani CSF \| + 0 s \| \| 4e \| Juan José Lobato \| Espagne \| Nippo-Vini Fantini-Europa Ovini \| + 0 s \| \| 5e \| Leonardo Basso \| Italie \| Team Sky \| + 0 s \| \| 6e \| Marco Frapporti \| Italie \| Androni Giocattoli-Sidermec \| + 0 s \| \| 7e \| Oliviero Troia \| Italie \| UAE Team Emirates \| + 0 s \| \| 8e \| Alexander Porsev \| Russie \| Gazprom-RusVelo \| + 0 s \| \| 9e \| Vincenzo Albanese \| Italie \| Bardiani CSF \| + 0 s \| \| 10e \| Jonas Koch \| Allemagne \| CCC Sprandi Polkowice \| + 0 s \| |                   |           |                                 |                 |
| |                   |           |                                 |                 |
| Source : ProCyclingStats |                   |           |                                 |                 |
| Classement général |                   |           |                                 |                 |
| Coureur | Coureur           | Pays      | Équipe                          | Temps           |
| 1er | Sonny Colbrelli   | Italie    | Bahrain-Merida                  | 4 h 29 min 03 s |
| 2e | Manuel Belletti   | Italie    | Androni Giocattoli-Sidermec     | + 0 s           |
| 3e | Paolo Simion      | Italie    | Bardiani CSF                    | + 0 s           |
| 4e | Juan José Lobato  | Espagne   | Nippo-Vini Fantini-Europa Ovini | + 0 s           |
| 5e | Leonardo Basso    | Italie    | Team Sky                        | + 0 s           |
| 6e | Marco Frapporti   | Italie    | Androni Giocattoli-Sidermec     | + 0 s           |
| 7e | Oliviero Troia    | Italie    | UAE Team Emirates               | + 0 s           |
| 8e | Alexander Porsev  | Russie    | Gazprom-RusVelo                 | + 0 s           |
| 9e | Vincenzo Albanese | Italie    | Bardiani CSF                    | + 0 s           |
| 10e | Jonas Koch        | Allemagne | CCC Sprandi Polkowice           | + 0 s           |

## Classements UCI
La course attribue aux coureurs le même nombre de points pour l'UCI Europe Tour 2018 et le Classement mondial UCI.
| 1  | Sonny Colbrelli   | Bahrain-Merida                  | 125 |
| 2  | Manuel Belletti   | Androni Giocattoli-Sidermec     | 85  |
| 3  | Paolo Simion      | Bardiani-CSF                    | 70  |
| 4  | Juan José Lobato  | Nippo-Vini Fantini-Europa Ovini | 60  |
| 5  | Leonardo Basso    | Team Sky                        | 50  |
| 6  | Marco Frapporti   | Androni Giocattoli-Sidermec     | 40  |
| 7  | Oliviero Troia    | UAE Team Emirates               | 35  |
| 8  | Alexander Porsev  | Gazprom-RusVelo                 | 30  |
| 9  | Vincenzo Albanese | Bardiani-CSF                    | 25  |
| 10 | Jonas Koch        | CCC Sprandi Polkowice           | 20  |